# Muzică house
Muzica house (pronunțat: /haus/; cunoscută și ca muzică de club) este un gen al muzicii dance electronice care a luat naștere în Chicago, Illinois, Statele Unite, în 1983. A fost inițial popularizată în discoteci, la mijlocul anilor '80, comunităților Afro-americane și Latino-americane ; mai întâi în Chicago, apoi în alte orașe precum New York, Toronto, Montreal, Londra, Detroit, San Francisco, Los Angeles și Miami. Apoi a ajuns în Europa în mare parte datorită turului de promovare din cluburile englezești. De asemenea, Anglia a jucat un rol esențial în evoluția muzicii house peste tot în Europa.
Muzica house are puternice rădăcini soul și funk. House-ul imită în general percuțiile disco, în special prin folosirea unei tobe mari (Kick) pe fiecare timp, dar mai poate înfățișa o linie de bas proeminentă de sintetizator, tobe electronice, efecte electronice, mostre (sample-uri) de funk și pop, și ecouri sau întârzieri intensificate de voce.

## Istorie

### Dispariția muzicii disco
Odată cu începutul anilor '80, muzica disco era pe moarte. În ciuda parcursului bun pe care l-a avut timp de zece ani, genul disco suferea de un blocaj al melodiilor proaste, cele mai multe fiind versiuni groaznice ale cântecelor pop.

### Începuturile
Au fost doi deejay din două cluburi din două orașe care au contribuit indiscutabil la apariția Muzicii house pe care o știm azi. Este vorba despre Frankie Knuckles din clubul Warehouse din Chicago, și Larry Levan din discoteca Paradise Garage din New York. Ambii erau adepții unor stiluri de muzică foarte diferite, dar erau foarte populari pentru același motiv pentru care au doborât barierele rasei și a sexului, abandonând politica de segregare care era norma pentru alte cluburi. Muzica pusă în Paradise Garage a evoluat logic din genul disco de salsoul și prelude, amestecat cu reeditări de melodii RnB, într-un stil numit Garage. În Chicago, influențele erau mult mai europene. Clubul Warehouse a fost deschis în 1977 cu un sound caracterizat de sintetizatoare electronice și beat-uri de tobă care au devenit cunoscute ca Muzică house. Aceste cluburi au devenit o mană cerească pentru producătorii locali care experimentau noi tehnologii de muzică accesibile la preț, destinate doar pentru ringul de dans.

### Primele înregistrări
Sunt mai multe opinii în ceea ce privește prima înregistrare house, dar cei mai mulți sunt de acord că Jessie Saunders a realizat-o, cu piesa „Z-Factor” publicată de casele de discuri Mitchbal Records și Precision Records în 1983. Multe înregistrări erau disponibile numai pe scena restrânsă din Chicago, până în 1985 când a apărut un flux solid de producători locali. Cei mai mulți producători făceau melodii exclusiv pentru a le pune la petreceri, oferind puțin prin intermediul caselor de discuri. Însă, scena house creștea, ajutată de suportul lui Ron Hardy, deejay-ul de la clubul de noapte Music Box, alături de deejay precum Farley Jackmaster Funk al cărui show radio „Hot Mix 5” de pe WBMX a doborât multe recorduri. Steve Silk Hurley a fost unul dintre primii producători care a descoperit popularitatea pieselor sale. Melodia „Music Is The Key” a fost atât de bine primită de public, încât a decis să și-o publice chiar el prin formarea propriei case de discuri (DJ International Records). Casa a început să elibereze mai multe înregistrări bazate pe muzicalitate și voce, în mod special pe stilul de voce bâlbâit. Acestea difereau de programele greoaie de tobă asociate cu cealaltă casă de discuri din Chicago (Trax Records) care a deschis drumul. Ambele label-uri vor deveni esențiale în dezvoltarea Muzicii house, nu doar în Chicago, ci și de partea cealaltă a oceanului.

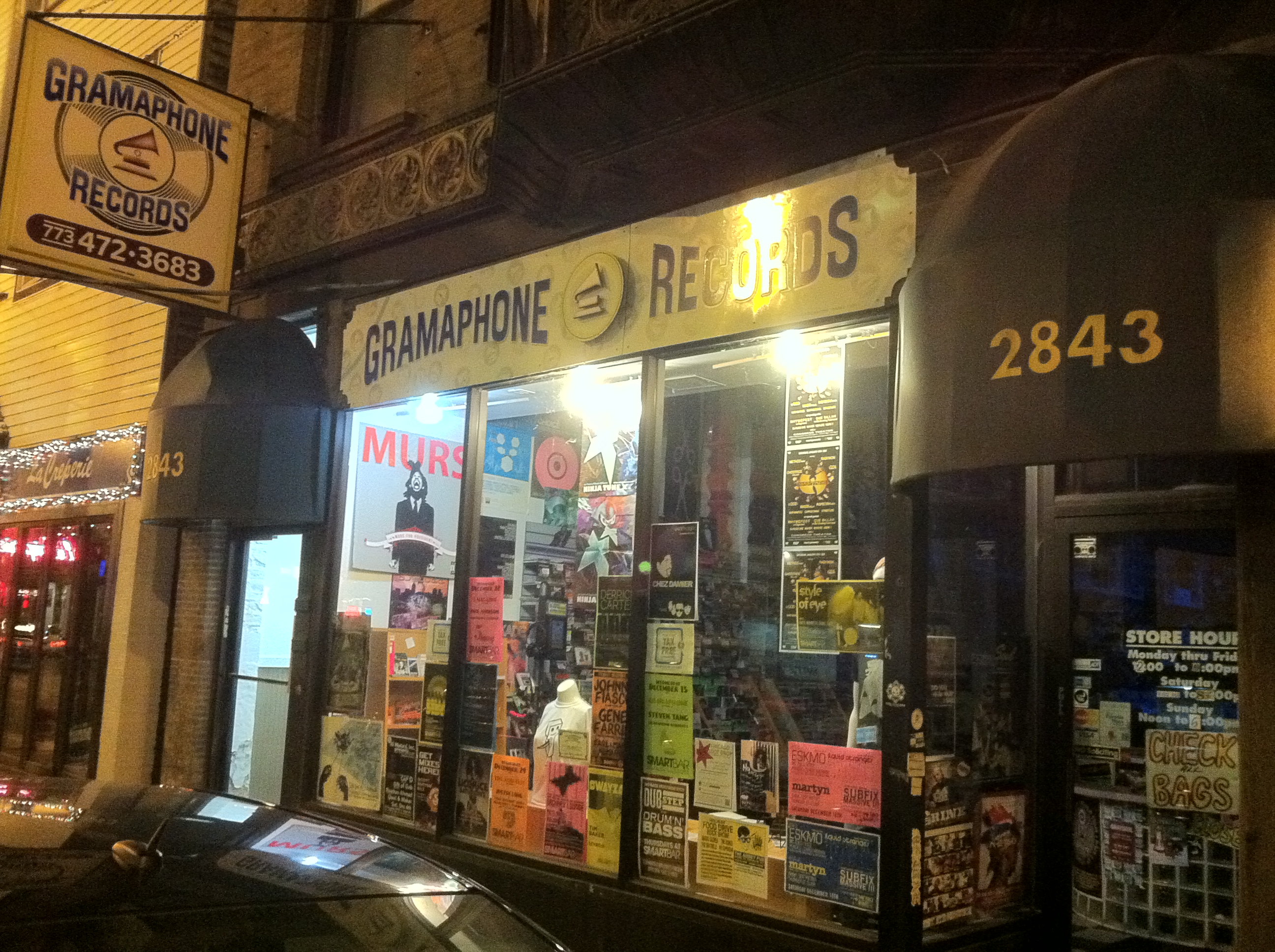
Gramaphone Records e cunoscut drept căminul pieselor house din Chicago

### Explozia house din Chicago
1986 a fost anul în care Muzica house și-a dezvoltat identitatea și a explodat pe piață. Show-ul lui Farley Jackmaster Funk de la radioul WBMX difuza house în fiecare seară. Petrecerile și nopțile de club s-au răspândit de pe scena gay, spre scena mai mare de club din SUA. Apăruse un nou val de talente, inspirat de noaptea lui Ron Hardy de la Music Box, unde producători optimiști aveau să-și aducă ultimele înregistrări pe casetă pentru ca Ron Hardy să le difuzeze. Sonorul de voce și melodia deveneau din ce în ce mai proeminente, reprezentate de producții din partea lui Adonis, Larry Heard și Marshall Jefferson. Piesa lui Marshall, „Move Your Body”, a devenit imnul Muzicii house, și a fost publicat atât de Trax, cât și de DJ International. Avea să primească o mare apreciere în Marea Britanie, fiind difuzată pe stațiile pirat, dar și în primul club house din Londra, Delerium. O înțelegere cu DJ International și London Records a adus mișcarea house din Chicago în Marea Britanie. Un tur național al cluburilor, împreună cu un număr impresionant de release-uri a atras atenția presei britanice, și până la sfârșitul anului, muzica house câștigase prim-planul. În Septembrie 1986, piesa „Love Can't Turn Around” a lui Farley Jackmaster Funk a fost pe locul 10 în top, după care patru luni mai târziu, Steve Silk Hurley a urcat 9 poziții mai sus cu hitul „Jack Your Body”, aterizând direct pe primul loc. Brusc, jackin' house-ul era peste tot, cuvântul „jack” folosit inițial pentru a descrie felul în care lumea dansa pe house, fiind acum încorporat într-un host de înregistrări.

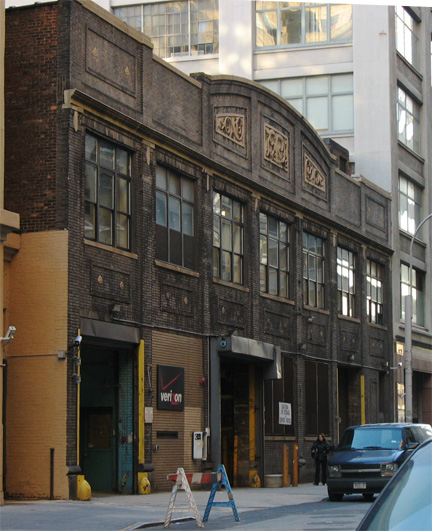
Clădire în New York unde s-a aflat clubul de noapte The Paradise Garage

### Evoluția în New York
Influența sound-ului house vocal din Chicago nu s-a pierdut pe scena din New York. Producători precum David Morales, Clivilles + Cole, și Todd Terry erau ocupați cu preluarea si dezvoltarea propriului stil house. Și, în ciuda închiderii Paradise Garage din 1987, Genul garage s-a afirmat cu fermitate pe scena house, cu un număr de piese de calitate, precum melodia „If You Should Need A Friend” a celor de la Blaze sau single-ul „Take Some Time Out” al lui Arnold Jarvis, promovate de label-uri precum Quark.

### Apariția Techno-ului în Detroit
În Detroit avea însă să se dezvolte o scenă mult mai underground. Inspirându-se din succesul house-ului din Chicago, un grup de trei prieteni de facultate experimentau muzica electronică europeană, însă cu adăugarea unui twist p-funk. Juan Atkins, Kevin Saunderson și Derrick May erau inițiatorii Stilului techno. Ei aveau să facă unele dintre cele mai comemorate și mai alese piese dance din toate timpurile. Cel mai bun exemplu ar fi melodia „Strings Of Life”” a muzicianului Derrick May. Însă Kevin Saunderson avea să fie cel care va trece către house-ul comercial cu trupa sa Inner City.

### Traversarea oceanului
Deja în 1987 Muzica house nu mai era unică pentru cele patru orașe fondatoare. Pe parcursul celor patru ani, aceasta a devenit o scenă muzicală globală. Marea Britanie a contribuit îndeosebi la creșterea statutului Muzicii house. Lovitura în cultura de club britanică a dat-o clubul Haçienda, care a fost printre primele ce difuzau muzică house toată noaptea. Alte cluburi aveau să-l urmeze, cum ar fi Shoom, Spectrum și Delerium. În plus, topurile britanice i-au permis Muzicii house să pătrundă pe piața domestică mult mai ușor decât în Statele Unite. Piese precum „Pump Up The Volume” a lui MARRS, care a ajuns pe primul loc în top și a staționat timp de trei săptămâni consecutive, au reflectat creșterea de mercantilism a sound-ului house. Cu toate acestea, nici nu-și luase bine avânt jackin' house-ul, că s-a mai ridicat un stil, cu un impact chiar mai mare: se numea Acid.

Un smiley face galben e considerat emblema acid house-ului

### ViitorulAcid
Sound-ul Roland 303 a fost pentru prima dată auzit la seriile „Music Box” ale lui Ron Hardy, mulțumită unor producători precum DJ Pierre, Spanky și Herbert J. Piesa lor, „Acid Trax”, era puțin cunoscută în afara orașului Chicago, dar curând, un număr de melodii ulterioare, care foloseau faimosul sunet squelching, au început să se infiltreze pe scena muzicală din Marea Britanie. Single-ul „Give It To Me” al lui Bam Bam, sau piesa „Land Of Confusion” a lui Armando a ajutat acid-ul să se propage către scena de club mai mare. În 1988, acid house-ul a devenit coloana sonoră a scenelor dance britanice, cu petreceri în depozite sau parcuri industriale abandonate, care se extindeau de la un capăt la altul al țării. Avea să devină cea mai mare scenă culturală a tinerilor, de la Muzica punk încoace, asociată în media prin clubber-ii drogați de ecstasy, care scandau „aciieeeed!”. Producătorii britanici au început să se alăture mișcării acid, piese precum „Voodoo Ray” produsă de Gerald, „Salsa House” produsă de Richie Rich și „Oochy Koochy” produsă de Baby Ford devenind hituri uriașe de club. Ca și în Statele Unite, stațiile radio din peninsulă erau esențiale pentru creșterea în popularitate a house-ului. Show-ul lui Jazzy M, „Jacking Zone”, de pe LWR a avut un o jumătate de milion de ascultători, în timp ce emisiunea „The House That Jack Built” a lui Steve Jackson a fost difuzată timp de câțiva ani buni la Kiss FM.

### Schimbarea
Chicago începea să-și piardă influența comercială din Marea Britanie. Când s-a închis WBMX, Muzica house nu mai putea fi auzită pe undele radio ale metropolei. Curând, producătorii locali au început să se îndrepte către case de discuri din afara orașului lor natal. Primele LP-uri (înregistrări) house au fost mai întâi publicate în Marea Britanie, cu toate că Ten City, prima trupă de house, a mers către Atlantic Records din New York. Acesta era anul hiturilor house. Piese precum „Promised Land” (produsă de Joe Smooth), „Someday” (a lui CeCe Rogers), „Devotion” (produsă de Ten City), „It's Alright” (Sterling Void) și „Big Fun” (produsă de Inner City) au dus house-ul către un nou nivel de sofisticare și atracție populară. Melodiile evoluau, luându-și influențele din elemente de sunet house și classic philly. Un nou ton garage a apărut din New Jersey, promovat de Tony Humphries. Multe înregistrări au trecut la succesul mainstream, atât în SUA cât și în Marea Britanie, remarcându-se Adeva cu „In & Out Of My Life”, Paul Simpson cu „Musical Freedom”, și Phase II cu „Reachin'”. În sfârșit, New York își făcea simțită prezența pe harta Muzicii house. Piesele freestyle ale lui Todd Terry precum „Can You Party” și „Bango” erau hituri în cluburile britanice. 'Label-urile newyorkeze Nu Groove și Cutting au început să ducă mai departe ceea ce a lăsat pe drum DJ International. Ei aveau să publice piesele unora dintre cei mai mari producători de azi : Louie Vega, Kenny "Dope" Gonzalez, David Morales și George Morel.

### Varietatea - celelalte scene
Scena house s-a împărțit repede în noi subgenuri. Genul balearic a fost asociat cu un stil eclectic de deejay-ing susținut de Danny Rampling, Paul Oakenfold și Nicky Holloway, care fuseseră în Ibiza. Hip house-ul a fost o altă încarnare, combinând rapul pe melodii house, precum piesa lui Tyree Cooper și Kool Rock Steady - „Turn Up The Bass”. După aceasta, a sosit rave-ul.

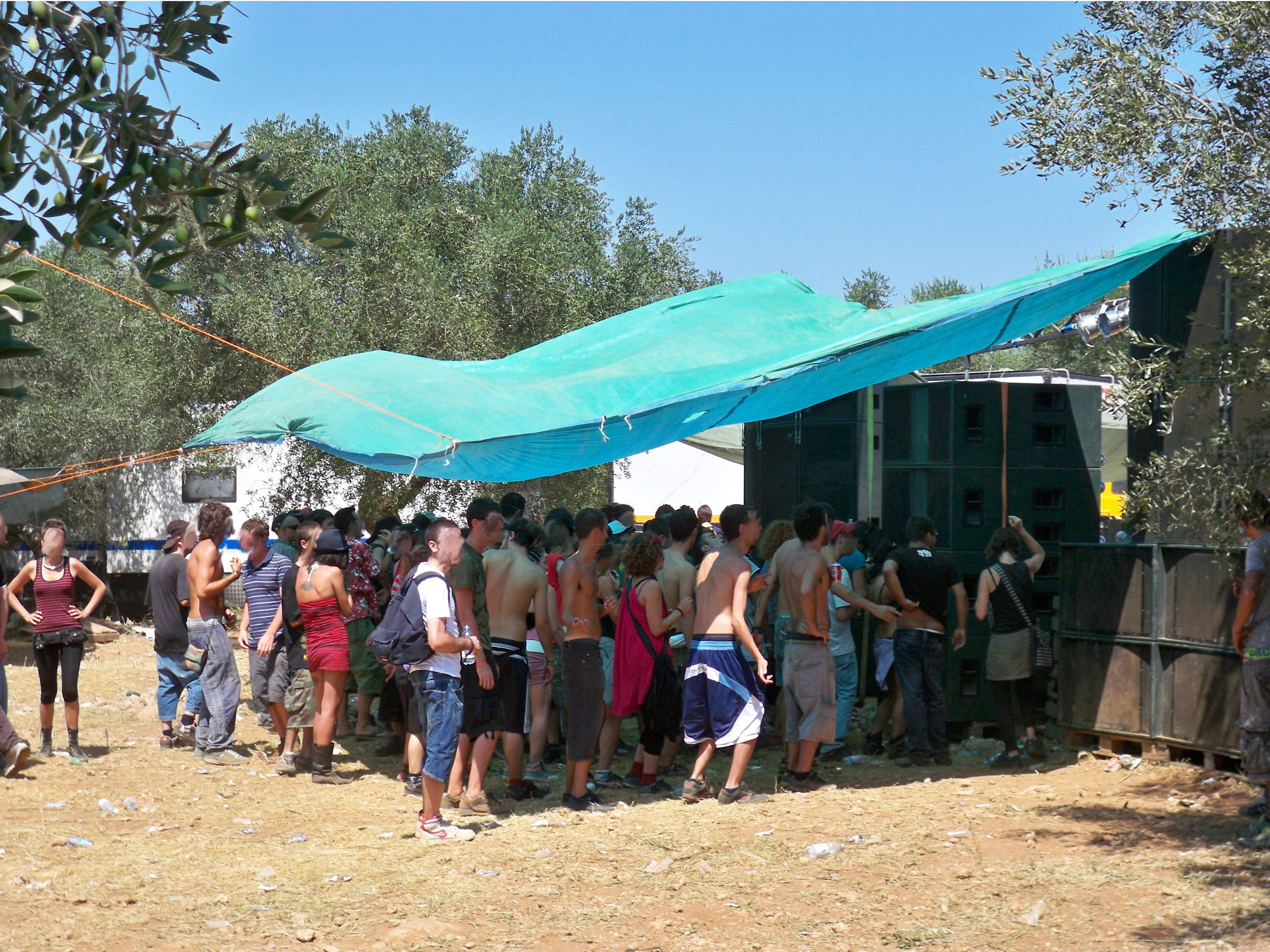
Petrecere rave în Salento (August 2009)

### De laAcidlaRave
1989 a fost anul în care scena acid house a evoluat către scena rave. Peste tot, promotorii verii puneau hituri rave la țară, în afara Londrei, pentru a armoniza mii de raveri toată noaptea. Scena era alimentată de radiourile pirat care aruncau în aer undele și promovau aceste piese rave. Hituri precum 808 State - „Pacific” au devenit repede imnul verii.

### Sfârșitul globalizării
Până la sfârșitul lui '89, Muzica house atinsese colțurile îndepărtate ale globului. Din ce în ce mai multe label-uri, producători și cluburi de noapte erau lansate, creând o scenă mondială mai influentă ca niciodată. New York avea Strictly Rhythm, Canada avea Big Shot Records, Italia avea IRMA, iar Spania îl avea pe Raul Orellana. Noi stiluri precum Lil Louis - „French Kiss” sau Sueño Latino - „Sueño Latino” au oferit scenei o mai mare maturitate și diversitate. Chiar și techno-ul, care suferise din cauza lipsei de sprijin din afara metropolei Detroit, s-a reinventat cu producători precum Carl Craig. În ciuda absenței din topurile americane, sound-ul care a fost definit de beatul 4/4 devenise întradevăr acceptat universal.